# 茉莉也・璃奈のSaturday Night Girls Party!!!
茉莉也♥璃奈のSaturday Night Girl's Party!!!（まりや・りなのサタデー ナイト ガールズ パーティー）は、超!A&G+で放送されていたラジオ番組。

## 番組概要

### パーソナリティ
- 伊瀬茉莉也
- 上原璃奈

### 放送時間
2010年10月9日 - 2011年4月2日
毎週土曜日 25:30 - 26:00

## コーナー
秘密のメイクルーム
パーソナリティがリスナーからの質問、相談に答える
MUSIC Collection
パーソナリティが交互でおすすめの1曲を流す
輝け!スーパースター!!!
パーソナリティの2人がスーパースターになる素質があるか、そのために必要なことを考える

## 番組のエピソード
- 伊瀬によると、第1回である2010年10月9日放送分は番組タイトルや提供クレジットもなく[要出典]、2人のGirlsトークを駄々漏れで流すという番組内容だった[1]。また、1回目は伊瀬の誕生日も兼ねての放送であった[要出典]。